# MechWarrior 2: 31st Century Combat
MechWarrior 2: 31st Century Combat is een videospel voor de Sega Saturn en PlayStation. Het spel werd uitgebracht in 1997. 
Het spel draait om vechten met torenhoge robots die gebruik maken van lasers, kanonnen en raketten.